# Entebbe
Entebbe – miasto w Ugandzie. Miasto było siedzibą rządu Protektoratu Ugandy, zanim państwo uzyskało niepodległość w 1962 roku. Znajduje się tu Port lotniczy Entebbe, największe w Ugandzie lotnisko zarówno cywilne, jak i wojskowe, najbardziej znane z dramatycznego ratowania 100 zakładników porwanych grupę oporu LFWP. W Entebbe również znajduje się State House – biuro i siedziba prezydenta Ugandy.

## Położenie
Entebbe znajduje się na północnym wybrzeżu Jeziora Wiktorii, największego jeziora Afryki. Jest położone na 0°02′N 32°27′E. Znajduje się na terenie dystryktu Wakiso, ok. 37 km na południowy zachód od Kampali, największego miasta i stolicy Ugandy.
Powierzchnia miasta wynosi 56.2 km², z czego 20 km² stanowi woda.

## Ludność
Zgodnie ze spisem powszechnym w 2002 roku, ludność miasta wynosiła wtedy 55 086 ludzi. W 2008 roku, Uganda Bureau of Statisctics (UBOS) podało, że ludność miasta wynosi 70 200 ludzi W 2011 UBOS podało liczbę ludności jako 79 700.

## Historia
Słowo „Entebbe” w tutejszym języku luganda oznacza „siedzenie” i zostało tak nazwane prawdopodobnie dlatego, że było to miejsce, w którym przywódca Bagandy rozstrzygał sprawy sądowe. Początkowo, w 1893 roku stało się to administracyjnym i handlowym centrum w kolonii brytyjskiej. Jest tu port, Port Bell i, choć obecnie nie ma tu żadnych statków, nadal istnieje tu molo, które było używane przez promy z Jeziora Wiktorii. Możliwe, że Entebbe jest najbardziej znane wśród Europejczyków jako miejsce portu lotniczego Entebbe, największego lotniska w Ugandzie, które powstało w 1947. To właśnie ono było miejscem jednej z najbardziej śmiałych operacji antyterrorystycznych w historii – operacji Entebbe. Żołnierze z elitarnego oddziału izraelskiej armii uwolnili ponad 100 zakładników. Porywaczami było dwóch członków Ludowego Frontu Wyzwolenia Palestyny z oddziału Wadi Haddada oraz dwoje przywódców niemieckiej organizacji terrorystycznej Komórki Rewolucyjne, Wilfried Böse i Brigitte Kuhlmann. Także z niego królowa Elżbieta II powróciła do Anglii w 1952, kiedy się dowiedziała o śmierci jej ojca oraz że właśnie została królową Wielkiej Brytanii.

## Atrakcje turystyczne

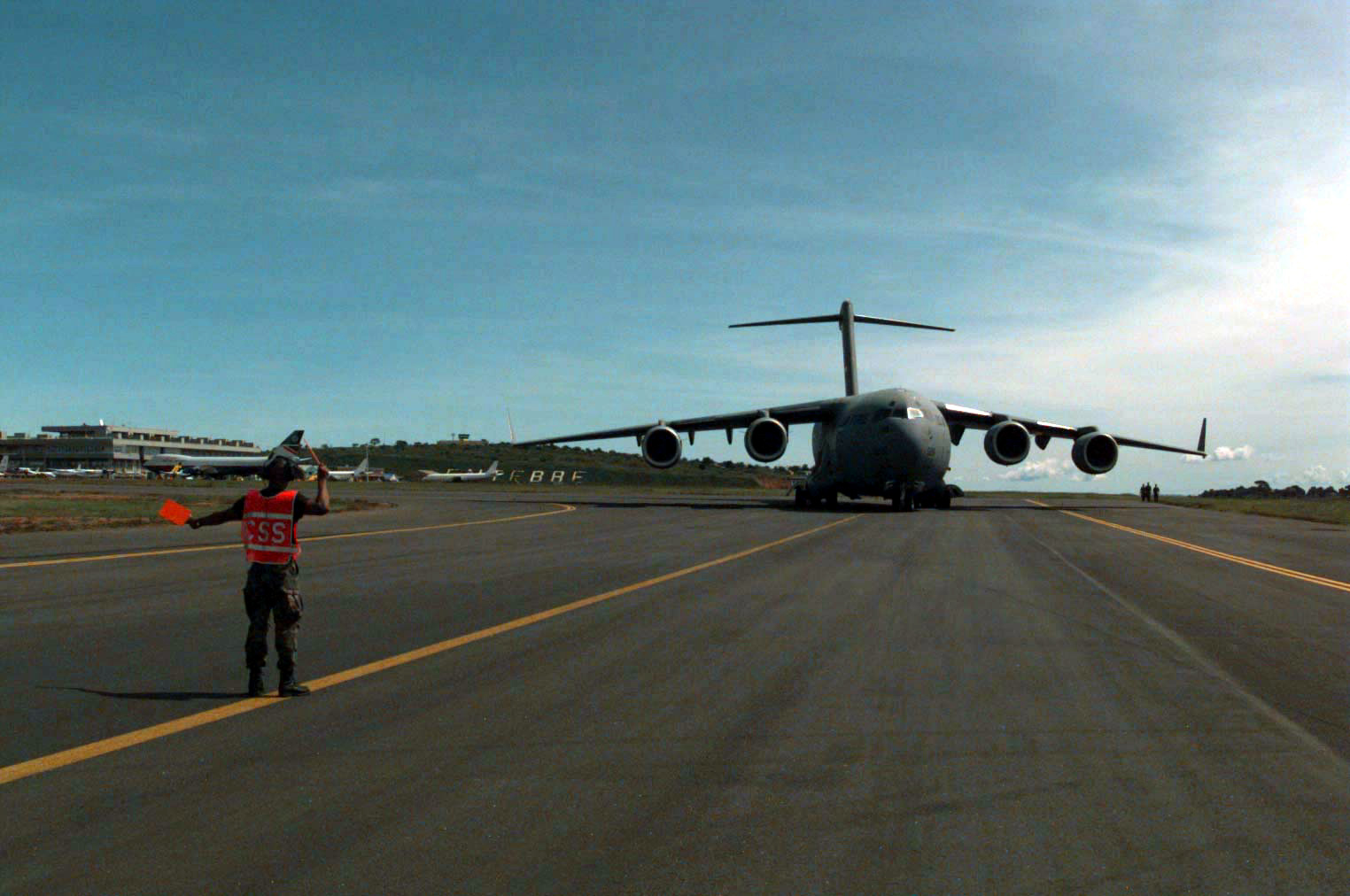
Port lotniczy Entebbe

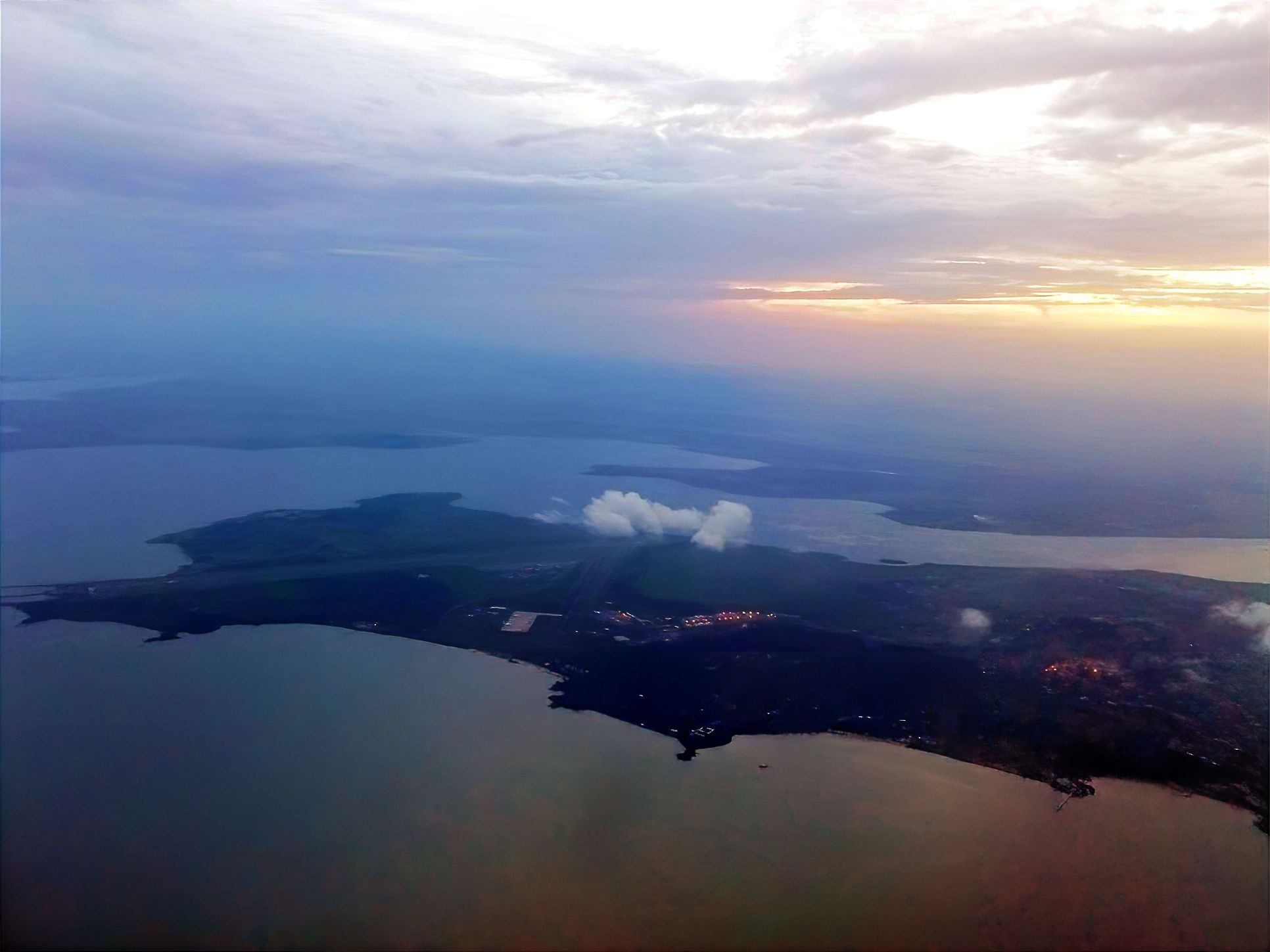
Zachód słońca nad Entebbe

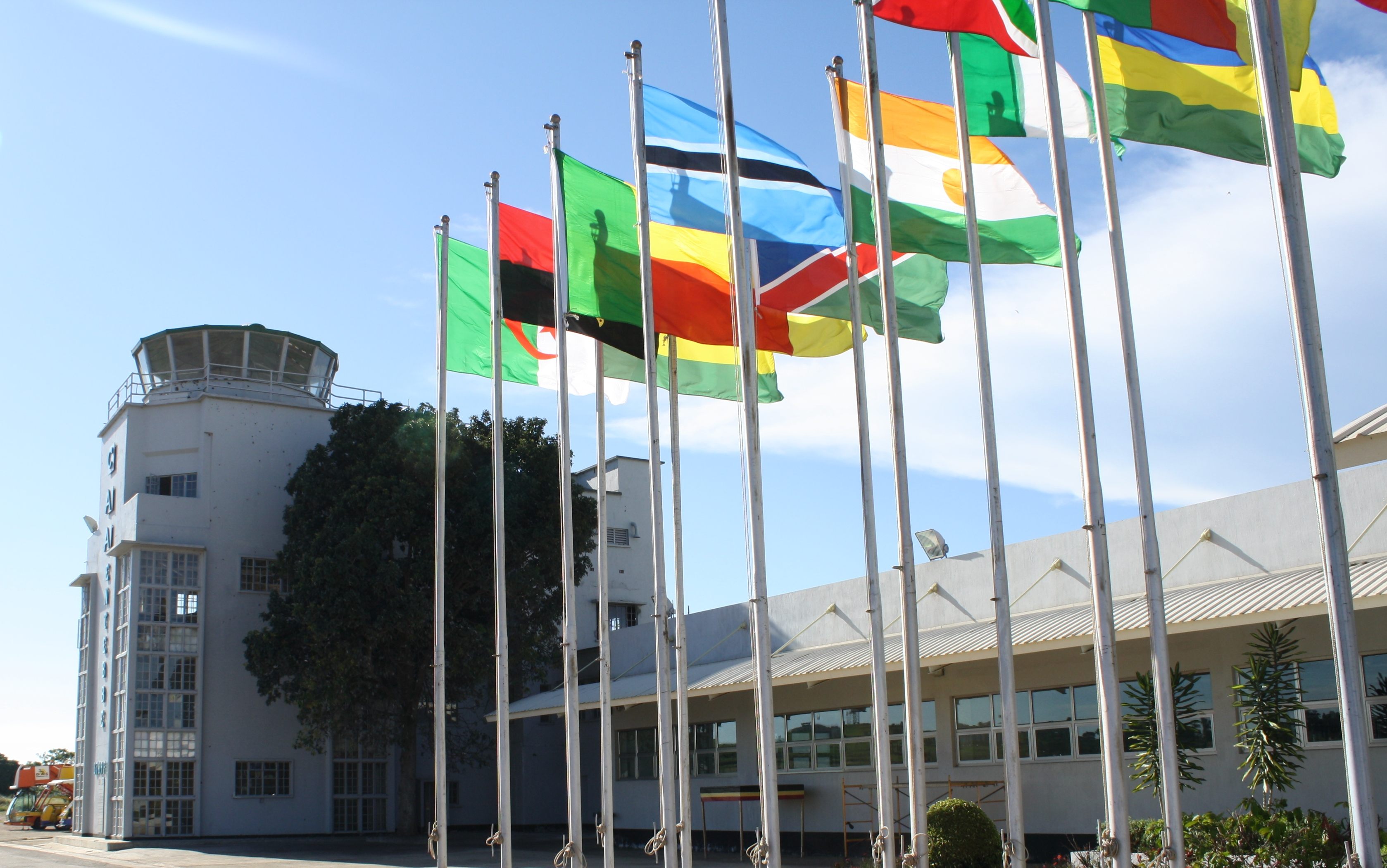
Lotnisko w Entebbe

- Duże Narodowe Ogrody Botaniczne, otwarte w 1898 r.
- Uganda Virus Research Institute.
- Znajduje się tu Uganda Wildlife Education Center (UWEC)[5].
- Znajduje się tu Uniwersytet Nkumba, jeden z 31 licencjonowanych instytucji szkolnictwa wyższego w Ugandzie.
- W Entebbe jest także State House, biuro i siedziba prezydenta Ugandy[6].

## Pozostałe zabytki
W mieście lub jego okolicach znajdują się następujące zabytki:
- Biura Rady Miejskiej
- Trzy oddziały Braclays Bank, banku komercyjnego
- Oddział Ecobank
- Oddział Equity Bank
- Dwa oddziały Orient Bank
- Oddział PostBank Uganda
- Dwa oddziały Stanbic Bank
- Oddział Bank of Africa[7]
- Oddział Uganda Finance Trust Limited

## Klimat
Entebbe leży w obrębie klimatu podrównikowego wilgotnego cechującego się tu stosunkowo stałymi temperaturami w ciągu roku. Występują tu miesiące zarówno wilgotne, jak i suche. Styczeń jest tu najbardziej suchy, a także okres od czerwca do września. Mimo to, średnia miesięcznych opadów wynosi powyżej 60 mm, a w Entebbe nie ma wyraźnej pory suchej, zatem można go zaliczyć do grupy klimatów równikowych wybitnie wilgotnych. Najwilgotniejsze miesiące to kwiecień i maj, kiedy to pada średnio 250 mm w każdym z tych dwóch miesięcy. Średnia roczna temperatura w Entebbe wynosi 21 °C.
| Miesiąc                              | Sty | Lut | Mar | Kwi | Maj | Cze | Lip | Sie | Wrz | Paź | Lis | Gru | Roczna |
| ------------------------------------ | --- | --- | --- | --- | --- | --- | --- | --- | --- | --- | --- | --- | ------ |
| Rekordy maksymalnej temperatury [°C] | 32  | 32  | 33  | 28  | 28  | 29  | 28  | 29  | 31  | 29  | 32  | 29  | 32     |
| Średnie temperatury w dzień [°C]     | 27  | 27  | 26  | 26  | 25  | 25  | 24  | 25  | 26  | 26  | 26  | 26  | 25,6   |
| Średnie temperatury w nocy [°C]      | 18  | 18  | 18  | 18  | 18  | 17  | 17  | 17  | 17  | 17  | 18  | 17  | 17,5   |
| Rekordy minimalnej temperatury [°C]  | 14  | 14  | 14  | 15  | 15  | 14  | 12  | 13  | 14  | 14  | 14  | 14  | 12     |
| Opady [mm]                           | 66  | 91  | 160 | 257 | 254 | 122 | 76  | 74  | 74  | 91  | 132 | 117 | 1507   |
| Źródło: BBC Weather sierpień 2010    |     |     |     |     |     |     |     |     |     |     |     |     |        |